# 東海学生ラグビーリーグ
東海学生ラグビーリーグ（とうかいがくせいラグビーリーグ）は、東海地区の大学ラグビー部が参加するリーグ戦方式の競技大会。関西ラグビーフットボール協会が管轄している。

## リーグ構成

### 2009年以前
Aリーグ～Cリーグ（C1,C2）とに分かれている。
- Aリーグ：1回戦の総当りを実施。優勝校は大学選手権の関西第5代表決定戦の予備選である東海北陸中国四国地区代表決定戦に出場する[1]。2位は、地区対抗の東海北陸地区代表決定戦に出場する。下位2校はBリーグ上位2校とAリーグ残留をかけてそれぞれ入れ替え戦に臨む。
- Bリーグ：1回戦の総当りを実施。上位2校は1部下位2校と次年度のAリーグ所属をかけて、下位2校はC1リーグ上位2校とBリーグ所属をかけてそれぞれ入れ替え戦に臨む。
- C1リーグ：1回戦の総当りを実施。上位2校はBリーグ下位2校とBリーグ昇格をかけてそれぞれ入れ替え戦に臨む。
- C2リーグ：1回戦の総当りを実施。

### 2010年
Aリーグ（A1・A2）～Cリーグの編成に変更。
- Aリーグ：12校をA1（6校）とA2（6校）に分けて1次リーグ（A1一次リーグ、A2一次リーグ）と順位決定リーグ（A1決勝リーグ、A1A2順位決定リーグ、A2順位決定リーグ）を実施して1位～12位を決定する。
  - A1リーグ：6校による1回戦の総当りの1次リーグを実施。上位4校で1回戦総当りの決勝リーグを実施し1位～4位を決定する。優勝校は大学選手権の予備選である東海北陸中国四国地区代表決定戦に出場する[1]。下位2校はA2の1次リーグ上位2校と4校による1回戦総当りのA1A2順位決定リーグを実施し5位～8位を決定する。5位6位は次シーズンにA1リーグに所属し、7位8位はA2リーグ所属になる。またA1A2順位決定リーグの優勝チーム（5位）は地区対抗の東海北陸地区代表決定戦に出場する。
  - A2リーグ：6校による1回戦の総当りの1次リーグを実施。上位2校はA1の1次リーグ下位2校との4校によるA1A2順位決定リーグに進出する（A1A2順位決定リーグについては前述のA1リーグの記述を参照のこと）。下位4校は1回戦総当りのA2順位決定リーグを実施し、9位～12位を決定する。11位と12位はBリーグとの入れ替え戦に出場する。
- Bリーグ：1回戦の総当りを実施。上位2校はAリーグ下位2校と次年度のAリーグ所属をかけて、下位2校はCリーグ上位2校とBリーグ残留をかけてそれぞれ入れ替え戦に臨む。
- Cリーグ：1回戦の総当りを実施。上位2校はBリーグ下位2校とBリーグ昇格をかけてそれぞれ入れ替え戦に臨む。

## 所属校
※データは2015年度開始時点。

### A1リーグ
朝日大学、中京大学、愛知工業大学、中部大学、名城大学、愛知学院大学

### A2リーグ
名古屋学院大学、名古屋大学、愛知淑徳大学、愛知教育大学、日本福祉大学、名古屋経済大学

### Bリーグ
南山大学、名古屋工業大学、静岡大学、豊橋技術科学大学、藤田保健衛生大学、岐阜大学、三重大学、名古屋市立大学

### Cリーグ
東海大学海洋学部、名古屋大学医学部、愛知大学、金沢学院大学、静岡県立大学、東海学園大学、大同大学

## 入れ替え戦
レギュラーシーズン終了後に上部と下部の間で下位2校と上位2校の間で入れ替え戦を行なう。組み合わせは、上位リーグ最下位vs下位リーグ1位、上位リーグ最下位の1位上vs下位リーグ2位となり、1試合で決着する。勝者は次シーズンに上部に所属、敗者は下部に所属する。

## 歴代順位表

### 2004年〜2008年

#### Aリーグ
| 年度 | 優勝   | 2位        | 3位        | 4位        | 5位          | 6位          | 7位          | 8位          | 9位          | 10位       |
| ---- | ------ | ---------- | ---------- | ---------- | ------------ | ------------ | ------------ | ------------ | ------------ | ---------- |
| 2004 | 名城大 | 愛知工業大 | 朝日大     | 中京大     | 愛知学院大   | 名古屋商科大 | 名古屋学院大 | 名古屋大     | 日本福祉大   | 中部大     |
| 2005 | 名城大 | 朝日大     | 中京大     | 愛知工業大 | 愛知学院大   | 名古屋学院大 | 名古屋商科大 | 中部大       | 日本福祉大   | 名古屋大   |
| 2006 | 名城大 | 中京大     | 愛知工業大 | 朝日大     | 愛知学院大   | 名古屋大     | 名古屋商科大 | 名古屋学院大 | 日本福祉大   | 中部大     |
| 2007 | 名城大 | 中京大     | 朝日大     | 愛知学院大 | 愛知工業大   | 名古屋学院大 | 名古屋大     | 愛知淑徳大   | 名古屋商科大 | 日本福祉大 |
| 2008 | 中京大 | 名城大     | 愛知学院大 | 朝日大     | 名古屋学院大 | 中部大       | 愛知工業大   | 愛知淑徳大   | 名古屋商科大 | 名古屋大   |

#### Bリーグ
| 年度 | 優勝         | 2位          | 3位          | 4位        | 5位          | 6位            | 7位          | 8位            |
| ---- | ------------ | ------------ | ------------ | ---------- | ------------ | -------------- | ------------ | -------------- |
| 2004 | 愛知大名古屋 | 南山大       | 愛知淑徳大   | 岐阜経済大 | 名古屋経済大 | 名古屋大医学部 | 静岡大       | 名古屋工業大   |
| 2005 | 愛知淑徳大   | 愛知教育大   | 愛知大名古屋 | 南山大     | 名古屋経済大 | 三重大         | 岐阜経済大   | 名古屋大医学部 |
| 2006 | 愛知淑徳大   | 愛知大名古屋 | 南山大       | 愛知教育大 | 静岡大       | 三重大         | 名古屋経済大 | 岐阜大         |
| 2007 | 中部大       | 名古屋経済大 | 南山大       | 愛知教育大 | 静岡大       | 三重大         | 浜松大       | 愛知大         |
| 2008 | 愛知教育大   | 名古屋経済大 | 日本福祉大   | 浜松大     | 静岡大       | 南山大         | 愛知大       | 名古屋市立大   |

#### C1リーグ
| 年度 | 優勝           | 2位          | 3位              | 4位              | 5位            | 6位            | 7位          | 8位            |
| ---- | -------------- | ------------ | ---------------- | ---------------- | -------------- | -------------- | ------------ | -------------- |
| 2004 | 愛知教育大     | 三重大       | 静岡県立大       | 東海大海洋学部   | 岐阜大         | 愛知大豊橋     | 朝日大歯学部 | 名古屋市立大   |
| 2005 | 静岡大         | 岐阜大       | 豊橋技術科学大   | 愛知大豊橋       | 東海学園大     | 名古屋工業大   | 静岡県立大   | 東海大海洋学部 |
| 2006 | 浜松大         | 愛知大豊橋   | 名古屋市立大     | 名古屋大学医学部 | 岐阜経済大     | 豊橋技術科学大 | 名古屋工業大 | 東海学園大     |
| 2007 | 名古屋市立大   | 岐阜大       | 愛知学院大歯学部 | 名古屋大学医学部 | 豊橋技術科学大 | 静岡県立大     | 岐阜経済大   |                |
| 2008 | 東海大海洋学部 | 名古屋工業大 | 愛知大           | 愛知学院大歯学部 | 豊橋技術科学大 | 大同工業大     |              |                |

#### C2リーグ
| 年度 | 優勝             | 2位            | 3位              | 4位              | 5位          | 6位            | 7位        | 8位            |
| ---- | ---------------- | -------------- | ---------------- | ---------------- | ------------ | -------------- | ---------- | -------------- |
| 2004 | 豊橋技術科学大   | 東海学園大     | 浜松大           | 大同工業大       | 皇學館大     | 松阪大         | 日本大三島 | 藤田保健衛生大 |
| 2005 | 名古屋市立大     | 浜松大         | 愛知学院大歯学部 | 藤田保健衛生大   | 朝日大歯学部 | 大同工業大     | 星城大     |                |
| 2006 | 愛知学院大歯学部 | 静岡県立大     | 大同工業大       | 藤田保健衛生大   | 朝日大歯学部 | 星城大         |            |                |
| 2007 | 名古屋工業大     | 藤田保健衛生大 | 大同工業大       | 朝日大歯学部     | 星城大       | 東海大海洋学部 |            |                |
| 2008 | 岐阜大           | 藤田保健衛生大 | 名古屋大学医学部 | 鈴鹿医療科学大学 | 朝日大歯学部 | 静岡県立大     |            |                |

### 2009年〜2017年

#### A1リーグ
| 年度 | 優勝   | 2位        | 3位        | 4位        | 5位          | 6位          |
| ---- | ------ | ---------- | ---------- | ---------- | ------------ | ------------ |
| 2009 | 中京大 | 愛知学院大 | 名城大     | 朝日大     | 名古屋学院大 | 中部大       |
| 2010 | 朝日大 | 中京大     | 名城大     | 愛知学院大 | 愛知工業大   | 名古屋学院大 |
| 2011 | 朝日大 | 愛知工業大 | 名城大     | 中京大     | 愛知学院大   | 中部大       |
| 2012 | 朝日大 | 中京大     | 愛知工業大 | 名城大     | 愛知学院大   | 中部大       |
| 2013 | 朝日大 | 中京大     | 愛知工業大 | 名城大     | 愛知学院大   | 中部大       |
| 2014 | 朝日大 | 中京大     | 愛知工業大 | 中部大     | 名城大       | 愛知学院大   |
| 2015 | 朝日大 | 中京大     | 中部大     | 名城大     | 愛知工業大   | 愛知学院大   |
| 2016 | 朝日大 | 名城大     | 中京大     | 愛知工業大 | 中部大       | 愛知学院大   |
| 2017 | 朝日大 | 中京大     | 愛知工業大 | 名城大     | 中部大       | 愛知学院大   |

#### A2リーグ
| 年度 | 優勝         | 2位          | 3位          | 4位          | 5位          | 6位          |
| ---- | ------------ | ------------ | ------------ | ------------ | ------------ | ------------ |
| 2009 | 愛知工業大   | 愛知教育大   | 名古屋商科大 | 名古屋大     | 名古屋経済大 | 愛知淑徳大   |
| 2010 | 中部大       | 名古屋商科大 | 愛知教育大   | 名古屋大     | 南山大       | 愛知淑徳大   |
| 2011 | 名古屋経済大 | 愛知教育大   | 名古屋大     | 日本福祉大   | 名古屋学院大 | 名古屋商科大 |
| 2012 | 名古屋大     | 愛知教育大   | 愛知淑徳大   | 名古屋経済大 | 日本福祉大   | 名古屋学院大 |
| 2013 | 名古屋大     | 名古屋経済大 | 愛知教育大   | 愛知淑徳大   | 日本福祉大   | 名古屋工業大 |
| 2014 | 名古屋学院大 | 名古屋大     | 愛知教育大   | 愛知淑徳大   | 日本福祉大   | 名古屋経済大 |
| 2015 | 名古屋学院大 | 日本福祉大   | 名古屋大     | 愛知淑徳大   | 愛知教育大   | 南山大       |
| 2016 | 名古屋学院大 | 名古屋経済大 | 日本福祉大   | 愛知教育大   | 名古屋大     | 愛知淑徳大   |
| 2017 | 日本福祉大   | 名古屋学院大 | 名古屋経済大 | 名古屋大     | 金沢学院大   | 名古屋工業大 |

#### Bリーグ
| 年度 | 優勝         | 2位          | 3位          | 4位            | 5位            | 6位            | 7位            | 8位            |
| ---- | ------------ | ------------ | ------------ | -------------- | -------------- | -------------- | -------------- | -------------- |
| 2009 | 南山大       | 浜松大       | 日本福祉大   | 静岡大         | 岐阜大         | 名古屋市立大   | 三重大         | 東海大海洋学部 |
| 2010 | 名古屋経済大 | 日本福祉大   | 名古屋市立大 | 名古屋工業大   | 浜松大         | 愛知大         | 静岡大         | 岐阜大         |
| 2011 | 愛知淑徳大   | 名古屋工業大 | 名古屋市立大 | 南山大         | 三重大         | 浜松大         | 愛知大         | 静岡大         |
| 2012 | 名古屋工業大 | 名古屋市立大 | 静岡大       | 南山大         | 愛知大         | 三重大         | 浜松大         |                |
| 2013 | 名古屋学院大 | 名古屋市立大 | 静岡大       | 南山大         | 三重大         | 岐阜大         | 豊橋技術科学大 | 愛知大         |
| 2014 | 南山大       | 名古屋工業大 | 静岡大       | 豊橋技術科学大 | 藤田保健衛生大 | 岐阜大         | 名古屋市立大   | 三重大         |
| 2015 | 名古屋経済大 | 名古屋工業大 | 静岡大       | 名古屋市立大   | 三重大         | 豊橋技術科学大 | 藤田保健衛生大 | 岐阜大         |
| 2016 | 名古屋工業大 | 金沢学院大   | 日本福祉大   | 名古屋市立大   | 南山大         | 静岡大         | 藤田保健衛生大 | 豊橋技術科学大 |
| 2017 | 静岡大       | 愛知教育大   | 三重大       | 名古屋市立大   | 愛知淑徳大     | 南山大         | 藤田保健衛生大 | 東海大海洋学部 |

#### Cリーグ
| 年度 | 優勝           | 2位            | 3位              | 4位              | 5位              | 6位              | 7位        | 8位            | 9位          |
| ---- | -------------- | -------------- | ---------------- | ---------------- | ---------------- | ---------------- | ---------- | -------------- | ------------ |
| 2009 | 名古屋工業大   | 愛知大         | 愛知学院大歯学部 | 藤田保健衛生大   | 愛知医科大       | 豊橋技術科学大   | 大同大     | 名古屋大医学部 | 朝日大歯学部 |
| 2010 | 三重大         | 藤田保健衛生大 | 愛知医科大       | 豊橋技術科学大   | 愛知学院大歯学部 | 東海大海洋学部   | 大同大     |                |              |
| 2011 | 岐阜大         | 名古屋大医学部 | 藤田保健衛生大   | 豊橋技術科学大   | 愛知学院大歯学部 | 大同大           |            |                |              |
| 2012 | 豊橋技術科学大 | 岐阜大         | 藤田保健衛生大   | 愛知学院大歯学部 | 大同大           | 名古屋大医学部   |            |                |              |
| 2013 | 藤田保健衛生大 | 静岡県立大     | 名古屋大医学部   | 愛知学院大歯学部 | 大同大           |                  |            |                |              |
| 2014 | 東海大海洋学部 | 名古屋大医学部 | 愛知大           | 愛知学院大歯学部 | 静岡県立大       | 東海学園大       | 大同大     |                |              |
| 2015 | 金沢学院大     | 名古屋大医学部 | 東海大海洋学部   | 愛知大           | 静岡県立大       | 東海学園大       | 大同大     |                |              |
| 2016 | 東海大海洋学部 | 愛知大         | 岐阜大           | 名古屋大医学部   | 静岡県立大       | 愛知学院大歯学部 | 東海学園大 |                |              |
| 2017 | 愛知大         | 東海学園大     | 名古屋大医学部   | 愛知学院大歯学部 | 豊橋技術科学大   | 岐阜大           |            |                |              |

### 2018年〜

#### Aリーグ
| 年度 | 優勝   | 2位    | 3位        | 4位          | 5位        | 6位          | 7位          | 8位          | 9位          | 10位   |
| ---- | ------ | ------ | ---------- | ------------ | ---------- | ------------ | ------------ | ------------ | ------------ | ------ |
| 2018 | 朝日大 | 中京大 | 中部大     | 愛知学院大   | 名城大     | 名古屋学院大 | 愛知工業大   | 日本福祉大   |              |        |
| 2019 | 朝日大 | 中京大 | 中部大     | 愛知工業大   | 愛知学院大 | 名城大       | 名古屋学院大 | 名古屋経済大 |              |        |
| 2020 | 朝日大 | 中京大 | 愛知工業大 | 愛知学院大   | 中部大     | 名城大       | 名古屋学院大 | 名古屋経済大 |              |        |
| 2021 | 朝日大 | 中京大 | 名城大     | 名古屋学院大 | 中部大     | 愛知学院大   | 愛知工業大   | 名古屋経済大 |              |        |
| 2022 | 朝日大 | 名城大 | 中京大     | 中部大       | 愛知学院大 | 名古屋学院大 | 名古屋経済大 | 愛知工業大   |              |        |
| 2023 | 中京大 | 名城大 | 金沢学院大 | 愛知学院大   | 中部大     | 名古屋学院大 | 愛知工業大   | 日本福祉大   | 名古屋経済大 | 朝日大 |
| 2024 | 中京大 | 名城大 | 金沢学院大 | 愛知学院大   | 日本福祉大 | 名古屋学院大 | 愛知工業大   | 中部大       |              |        |

#### Bリーグ
| 年度 | 優勝         | 2位          | 3位          | 4位        | 5位          | 6位          | 7位          | 8位          |
| ---- | ------------ | ------------ | ------------ | ---------- | ------------ | ------------ | ------------ | ------------ |
| 2018 | 名古屋経済大 | 名古屋大     | 金沢学院大   | 愛知教育大 | 名古屋工業大 | 名古屋市立大 | 三重大       | 静岡大       |
| 2019 | 日本福祉大   | 名古屋大     | 名古屋工業大 | 愛知教育大 | 金沢学院大   | 愛知淑徳大   | 名古屋市立大 | 三重大       |
| 2022 | 金沢学院大   | 日本福祉大   | 名古屋大     | 愛知教育大 | 静岡大       | 名古屋工業大 | 愛知淑徳大   | 名古屋市立大 |
| 2023 | 名古屋大     | 静岡大       | 名古屋工業大 | 愛知教育大 | 岐阜大       | 三重大       | 愛知淑徳大   | 名古屋市立大 |
| 2024 | 朝日大       | 名古屋経済大 | 名古屋大     | 静岡大     | 愛知教育大   | 南山大       | 名古屋工業大 | 岐阜大       |

#### Cリーグ
| 年度 | 優勝       | 2位        | 3位            | 4位        | 5位            | 6位              | 7位            | 8位            | 9位    |
| ---- | ---------- | ---------- | -------------- | ---------- | -------------- | ---------------- | -------------- | -------------- | ------ |
| 2018 | 愛知淑徳大 | 南山大     | 藤田保健衛生大 | 東海学園大 | 愛知大         | 愛知学院大歯学部 | 静岡県立大     | 豊橋技術科学大 | 岐阜大 |
| 2019 | 静岡大     | 岐阜大     | 愛知大         | 南山大     | 藤田医科大     | 東海学園大       | 名古屋大医学部 | 静岡県立大     |        |
| 2022 | 岐阜大     | 三重大     | 東海学園大     | 愛知大     | 名古屋大医学部 | 合同             |                |                |        |
| 2023 | 南山大     | 東海学園大 | 藤田医科大     | 愛知大     | 合同           |                  |                |                |        |
| 2024 | 愛知淑徳大 | 三重大     | 東海学園大     | 藤田医科大 | 合同           |                  |                |                |        |